# Joseph Grossauer
Joseph Grossauer bzw. Großauer (* im 17. Jahrhundert in Wien; † im 18. Jahrhundert) war ein in München tätiger Goldschmied. Sein Wirken ist bis 1755 nachweisbar.

## Leben
Grossauer war ab 1717 in München als Meister ansässig. Der Sohn eines Eisenhammerschmiedes wurde in Wien bei Mathes Franz ausgebildet und heiratete in München die Goldschmiedetochter Maria Leismüller. In seinen späteren Jahren wurde er als Hofgoldschmied bezeichnet. Er bildete zahlreiche Lehrlinge aus, darunter offenbar auch seinen Neffen Joseph Bonaventura Leismiller, einen Sohn von Franz Benedikt Leismiller.
Neben profanen Werken schuf Grossauer zahlreiche Goldschmiedearbeiten für Kirchen und verwendete das Monogramm „J G“ oder „I G“, das später auch von Ignatz Grünwald benutzt wurde, so dass die Zuschreibung der Arbeiten nicht immer sicher ist. Werke, die dieses Zeichen tragen und stilistisch ins frühe 18. Jahrhundert eingeordnet werden können, gelten als Schöpfungen Grossauers.
Grossauer schuf unter anderem für die Theatinerkirche zwei in Silber getriebene Brustbilder der Heiligen Kajetan und Andreas Avellinus, die nicht erhalten blieben. Sie stammten aus dem Jahr 1722. Für die Au-Münchner Mariahilfkirche gestaltete er eine große Sonnenmonstranz und für die Marienkirche in Thalkirchen ebenfalls eine Monstranz. Für die Dreifaltigkeitskirche in München schuf er ein Ziborium und eine Kürbiskrone sowie ein Kreuzpartikel. Ein Missale in der Allerheiligenhofkirche in München trägt Beschläge, die Grossauer gestaltete.
In der Stadtpfarrkirche St. Johannes Baptist in Pfaffenhofen an der Ilm befinden sich zwei Silberbüsten des St. Joachim und der St. Anna, die Großauer um 1730 schuf, ferner zwei goldene und silberne Statuetten von St. Sebastian und St. Rochus aus derselben Zeit sowie ein Kelch mit Medaillondarstellungen zum Leben Mariens aus der Zeit um 1750 und eine ebenfalls auf etwa 1750 datierte Monstranz.
Im Jahr 1724 goss Grossauer eine Silberbüste der heiligen Anastasia für das Kloster Benediktbeuern. Im Victoria and Albert Museum befindet sich ein auf 1742 datierter Kelch, der Grossauer zugeschrieben wird.
Ein Goldschmiedegeselle, der ebenfalls den Namen Joseph Großauer trägt, wird unter den Rompilgern einer Marianischen Kongregation aufgelistet, die im Jahr 1750 zu Papst Benedikt XIV. in die Heilige Stadt reisten.